# Euphorbia beharensis
Euphorbia beharensis is een plantensoort uit de familie Euphorbiaceae. De soort is endemisch in Madagaskar.

## Ondersoorten
Er zijn vier ondersoorten:
- Euphorbia beharensis subsp. beharensis
- Euphorbia beharensis subsp. guillemetii
- Euphorbia beharensis subsp. squarrosa
- Euphorbia beharensis subsp. truncata

Alle ondersoorten komen voor in Zuid-Madagaskar, waar ze groeien tussen het doornig struikgewas op zand.
De eerste ondersoort komt voor in de omgeving van Fort Dauphin, Behara, Toliara en het Nationaal park Tsimanampesotse. 
De tweede ondersoort komt voor in de omgeving van Fort Dauphin, Ranomainty en Amboasary.
De derde ondersoort komt voor in de omgeving van Fort Dauphin.
De vierde ondersoort komt voor in de omgeving van Fort Dauphin en Behara.
De soort wordt bedreigd door bosbranden, habitatsvernietiging en verzamelaars. Verder zijn de habitats versplinterd. De soort staat op de Rode Lijst van de IUCN geklasseerd als 'kwetsbaar'.

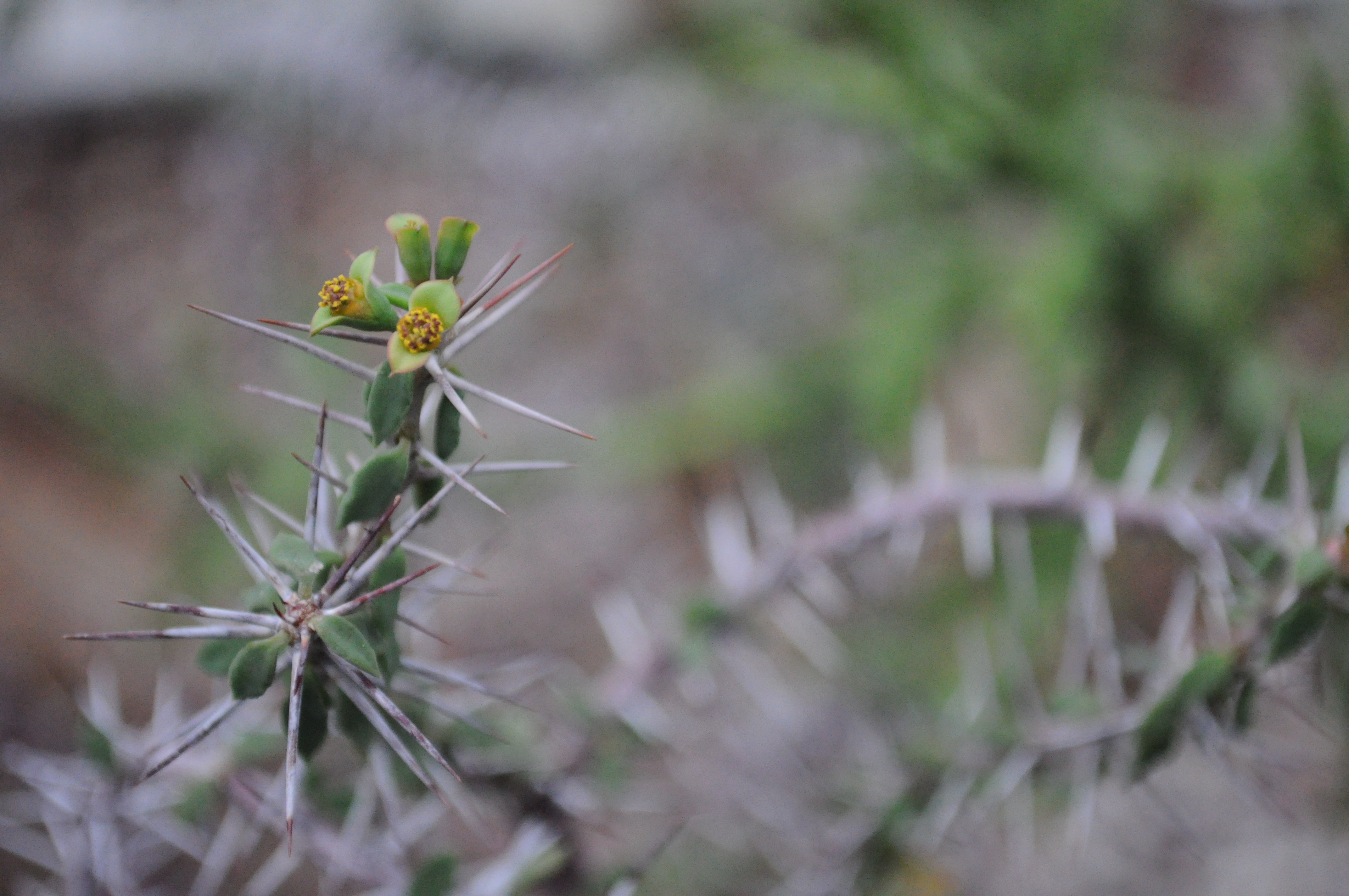
guillemetii
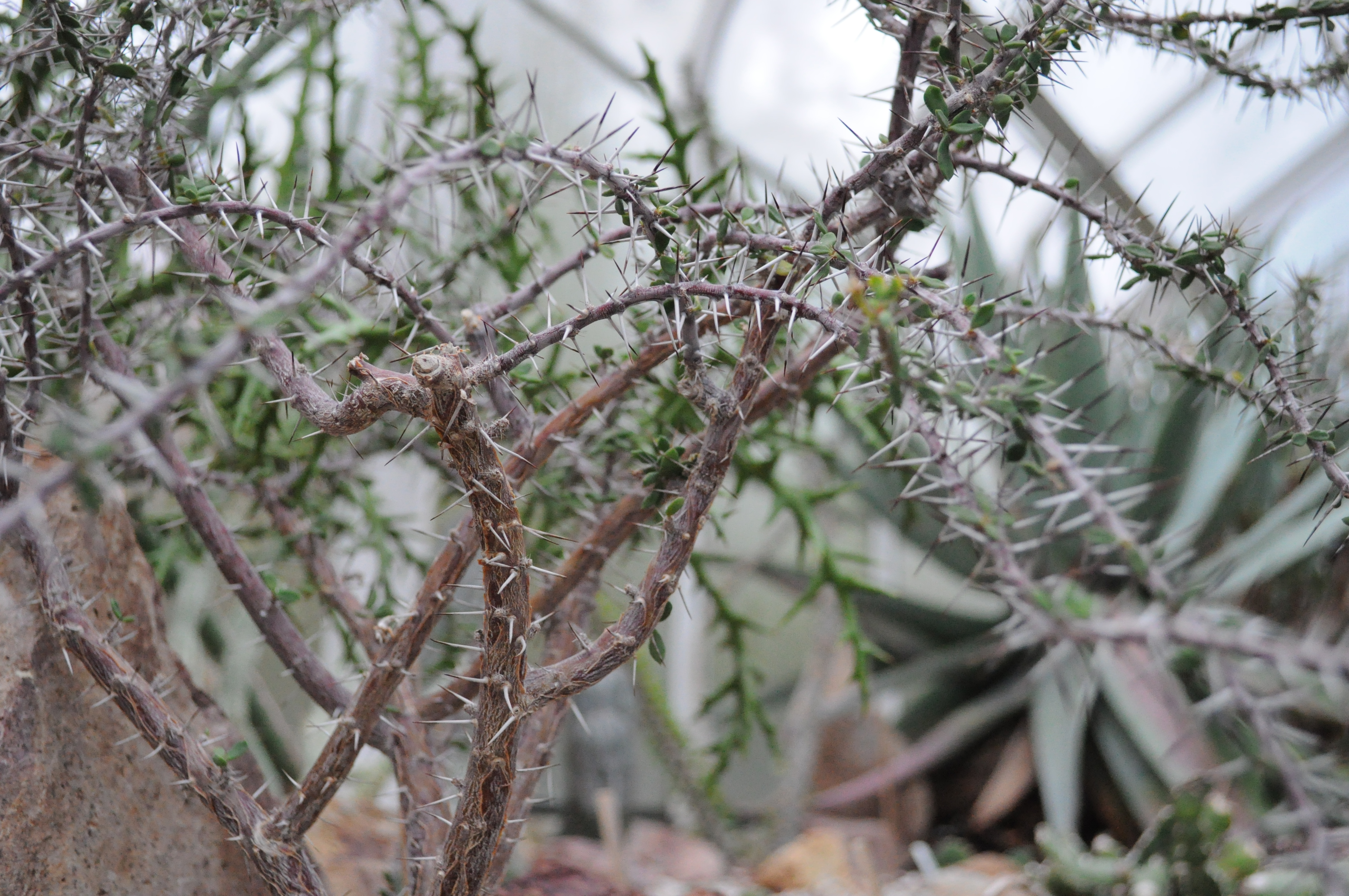
guillemetii

... · 
E. abdelkuri · 
E. abyssinica · 
E. acanthothamnos · 
E. actinoclada · 
E. adenopoda · 
E. alcicornis · 
E. alfredii · 
E. alluaudii · 
E. ambarivatoensis · 
E. ambovombensis · 
E. amygdaloides (Amandelwolfsmelk) · 
E. analalavensis · 
E. ankaranae · 
E. ankarensis · 
E. ankazobensis · 
E. antiquorum · 
E. antso · 
E. aprica · 
E. arahaka · 
E. aureoviridiflora · 
E. balsamifera · 
E. banae · 
E. beharensis · 
E. bemarahaensis · 
E. benoistii · 
E. berorohae · 
E. biaculeata · 
E. boissieri · 
E. boiteaui · 
E. boivinii · 
E. bongolavensis · 
E. bosseri · 
E. brachyphylla · 
E. caducifolia · 
E. candelabrum · 
E. cap-saintemariensis · 
E. capmanambatoensis · 
E. capuronii · 
E. caput-aureum · 
E. cedrorum · 
E. cyparissias (Cipreswolfsmelk) · 
E. dulcis (Zoete wolfsmelk) · 
E. epithymoides (Kleurige wolfsmelk) · 
E. erythraea ·
E. esula (Heksenmelk) · 
E. exigua (Kleine wolfsmelk) · 
E. handiensis ·
E. helioscopia (Kroontjeskruid) · 
E. ingens · 
E. lacei · 
E. lactea · 
E. lathyris (Kruisbladige wolfsmelk) · 
E. leuconeura · 
E. neriifolia · 
E. officinarum · 
E. palustris (Moeraswolfsmelk) · 
E. paralias (Zeewolfsmelk) · 
E. peplus (Tuinwolfsmelk) · 
E. platyphyllos (Brede wolfsmelk) · 
E. portlandica (Kustwolfsmelk) · 
E. pulcherrima (Kerstster) · 
E. regis-jubae · 
E. resinifera · 
E. royleana · 
E. seguieriana (Zandwolfsmelk) · 
E. stenoclada · 
E. stricta (Stijve wolfsmelk) · 
E. tirucalli · 
E. verrucosa (Wrattige wolfsmelk) · 
E. waringiae · 
...